# Њарад
Њарад (слч. Ňárad, мађ. Csiliznyárad) насељено је мјесто са административним статусом сеоске општине (слч. obec) у округу Дунајска Стреда, у Трнавском крају, Словачка Република.

## Становништво
| Година:    | 1994. | 2004.   | 2014.   | 2024.   |
| ---------- | ----- | ------- | ------- | ------- |
| Број људи: | 584   | 628     | 631     | 645     |
| Разлика:   |       | +7,53 % | +0,47 % | +2,21 % |

| Година:    | 2023. | 2024.   |
| ---------- | ----- | ------- |
| Број људи: | 643   | 645     |
| Разлика:   |       | +0,31 % |

Према подацима о броју становника из 2011. године насеље је имало 651 становника.